# Fritz Stippel
Fritz Stippel (* 9. Januar 1915 in München; † 3. August 1974 ebenda) war ein deutscher Pädagogikprofessor.

## Leben
Fritz Stippel studierte nach dem Abitur 1934 am Wittelsbacher-Gymnasium in München Klassische Philologie, Germanistik und Geschichte an der Ludwig-Maximilians-Universität in München und war dann fast zwei Jahrzehnte als Gymnasiallehrer in seiner Heimatstadt tätig. 1939 promovierte er an der LMU München mit einer Arbeit über Ehre und Ehrerbietung in der Antike zum Dr. phil. Seit 1946 lehrte er mit einem Lehrauftrag für Geschichte der Pädagogik an der Universität München. Nach der Habilitation 1949 wirkte er neben dem Gymnasialschuldienst auch an der Lehrerbildungsanstalt Freising sowie an der Universität München, zunächst als Privatdozent, später auch als außerplanmäßiger Professor für Pädagogik. Als die Lehrerausbildung 1958 ihre Akademisierung erfuhr, folgte er dem Ruf als Professor für Pädagogik an die Pädagogische Hochschule in München-Pasing, die 1972 als Erziehungswissenschaftliche Fakultät in die Universität München eingegliedert wurde. Dort wirkte er bis zu seinem frühen Tod 1974. In den 50er- und 60er-Jahren prägte er in München die Ausbildung vieler Volksschullehrer im Hinblick auf ihr pädagogisches Fundament und ihre Werteorientierung sehr nachhaltig.

## Werk
Stippels pädagogisches Denken war fest im christlichen Glauben und in der Gedankenwelt der abendländischen Philosophie fundiert – wie denn der Pädagoge in seinen Augen überhaupt und ständig auf philosophisches und auch auf theologisches Fragen verwiesen bleibt, „wenn er nicht Gefahr laufen will, im rein Deskriptiven sich zu erschöpfen oder infolge der Unreflektiertheit und Verwaschenheit seiner Begriffe ins Gerede zu verfallen“. Sein zentrales Bemühen war die Mitarbeit an der Begründung und Entfaltung einer Erziehungstheorie auf der Basis einer Lehre vom Menschen, die diesen als Person begreift und interpretiert – die Mitarbeit am Auf- und Ausbau einer personalen Pädagogik. Dies er- schien ihm insbesondere auf dem Hintergrund der Erfahrungen mit dem Nationalsozialismus als überaus bedeutsam. Der Bewältigung dieser Aufgabenstellung galt sein gesamtes Schaffen, vor allem seine 1957 erschienene kritische Studie zur nationalsozialistischen Pädagogik Die Zerstörung der Person, in der er aufzuzeigen versuchte, „wohin ein hypertrophischer Nationalkollektivismus gerade in der Pädagogik führt“ 1958 veröffentlichte er seinen richtungsweisenden Aufsatz über die Grundlinien personaler Pädagogik 1961 folgte ein ansehnlicher Band Ausgangspunkte pädagogischen Denkens, den er zusammen mit Schülern erarbeitet hatte und in dem er im Rahmen einer gewichtigen Studie die Konsequenzen des Existentialismus als „Ausdruck einer bedeutsamen und tiefgreifenden philosophischen Metanoia“ für die Pädagogik aufzeigte. 1966 schließlich publizierte er – wieder zusammen mit Schülern und Kollegen erstellt und zugleich als Festschrift für den Philosophen Max Müller gedacht – ein Bändchen mit dem Titel Aspekte der Bildung, in dem er nochmals seine Ansichten über das anthropologische Fundament und die wichtigsten Grundbegriffe der Pädagogik zusammenfasst und in dem er den Titelbegriff seines Aufsatzes folgendermaßen beschrieb: „Bildung ist niemals etwas 'Abgerundetes', etwas 'Harmonisches', insofern personal Existieren nichts anderes meint als je immer neues Hinaus- und Hineintreten in die Ungewißheit, in das Wagnis, in den möglichen Konflikt, ja in den Zusammenbruch des Scheiterns. […] Der sich Bildende ist wahrlich der Homo viator, der zu einer in der Hoffnung und nur in ihr ahnbaren dereinstigen Vollendung hin, die sich der Mächtigkeit unseres Wollens und unseres Zugriffs absolut entzieht, lebenslang auf dem Wege ist. So bleibt Bildung stets Fragment, wie ja auch unsere Existenz durchaus fragmentarisch ist ...“

## Plagiatsfall
1960 erhob der Münsteraner Professor Heinrich Döpp-Vorwald die Anschuldigung, Stippel habe wesentliche Gedanken und Zitate aus Die Zerstörung der Person aus seinen eigenen Arbeiten übernommen, ohne dies kenntlich zu machen. Stippel wies den Vorwurf eines Plagiats zurück und gab an, er habe Döpp-Vorwalds Arbeiten nicht gekannt. Eine Unterlassungsklage Stippels gegen Döpp-Vorwald wurde abgewiesen. Das Gericht urteilte, dass "[d]ie Behauptung des Beklagten, die Übereinstimmung zwischen seinem Buch und dem Werk des Klägers könne nicht zufällig sein, ... eine erwiesene Tatsachenfeststellung" ist.

## Persönliches
Fritz Stippel war Mitglied in der Katholischen Bayerischen Studentenverbindung Rhaetia München.

## Veröffentlichungen
- Ehre und Ehrerziehung in der Antike. Konrad Triltsch, Würzburg 1938, DNB 571594018. (Kulturphilosophische, philosophiegeschichtliche und erziehungswissenschaftliche Studien, Band 7)
- als Hrsg. mit Heinrich Lades und Friedrich Scheck: Handbuch der Jugendwohlfahrt. Wilhelm Steinebach, München/Düsseldorf 1950, DNB 451804198.
- Die Zerstörung der Person. Kritische Studie zur nationalsozialistischen Pädagogik. Verlag Ludwig Auer, Donauwörth 1957, DNB 454894015.
- Ausgangspunkte pädagogischen Denkens – Beiträge zur Gegenwartspädagogik. Ehrenwirth, München 1961, DNB 450180395.
- Aspekte der Bildung. Auer, Donauwörth 1966, DNB 455565279.
- Erziehung, Anspruch, Wirklichkeit. Band 4: Die Aufklärung. mit Werner Raith. Werner Raith Verlag, Starnberg 1971, ISBN 3-921121-15-9.